# Hiperprzestrzeń (fantastyka naukowa)
Hiperprzestrzeń (ang. hyperspace), rzadziej nadprzestrzeń, podprzestrzeń itp. – rodzaj alternatywnej przestrzeni opisywanej przez fantastykę naukową. W przestrzeni tej możliwe jest podróżowanie z prędkościami większymi niż prędkość światła w próżni w naszym wszechświecie. Jest to tłumaczone poruszaniem się statków kosmicznych z prędkością większą od prędkości światła przy użyciu tzw. hipernapędu. Inną możliwością jest stworzenie przejścia z zakrzywionej czasoprzestrzeni wszechświata do wyższego wymiaru, w którym droga między dwoma odpowiadającymi punktami jest krótsza.
Fizyk i matematyk Albert Einstein w swoich teoriach wykazał, że przekroczenie prędkości światła nie jest możliwe. Teoria ta jest uznawana przez większość autorytetów w dziedzinie fizyki. Wprowadzanie nadprzestrzeni w utworach fabularnych ma zwykle na celu ominięcie tego ograniczenia, by umożliwić bohaterom szybkie podróże międzygwiezdne, konieczne dla fabuły i akcji.

## Źródła
1. 1 2 3  SFE: Hyperspace [online], sf-encyclopedia.com [dostęp 2022-01-04].
2. ↑  Peter Nicholls, David Langford, Brian M. Stableford, The Science in Science Fiction, Knopf, 1983, ISBN 978-0-394-53010-9 [dostęp 2022-01-04] (ang.). Brak numerów stron w książce
3. ↑  Larry Niven, N-space, Tom Doherty Associates, 1990, ISBN 978-0-312-85089-0 [dostęp 2022-01-04] (ang.). Brak numerów stron w książce